# Zastava Mozambika
Zastava Mozambika sastoji se od vodoravno raspoređenih boja zelene, crne i žute. U desnom uglu je crveni trokut sa žutom zvijezdom, knjigom i puškom AK-47. Usvojena je 1. svibnja 1983.
Zelena boja simbolizira bogatstvo, crna Afriku, žuta rude, bijela mir, crvena borbu za neovisnost, žuta socijalističko opredjeljenje, knjiga obrazovanje, motika seljake i poljoprivredu, a puška odlučnost zemlje da se bori za slobodu.